# Химярит
Химяритското царство, известно също като Химярит, е древно царство, намирало се на територията на днешен Йемен. Съществува от 110 г. пр.н.е. до VI век.
Приемник е на царство Саба. През 25 г. преди Христа тази монархия завладява древното йеменско царство Саба, а през 200 г. - царството Катабан. Друга йеменска монархия, завладяна от Химярит през 300 г., е Хадрамаут.